# FK 13 Sofia
FK 13 Sofia (bułg. ФК’13 (София)) – bułgarski klub piłkarski, mający siedzibę w stolicy kraju, mieście Sofia, działający w latach 1909–1944 i od 2018.

## Historia
Chronologia nazw:
- 1909: Sawata Sofia (bułg. Савата (София))
- 1913: FK 13 Sofia (bułg. ФК’13 (София))
- 1944: klub rozwiązano
- 2018: FK 13 Sofia (bułg. ФК’13 (София))

Klub piłkarski Sawata został założony w Konstantynopolu wiosną 1909 roku przez bułgarskich uczniów, studiujących w Liceum Galatasaray, którzy utworzyli drużynę piłkarską. Nosiła nazwę Sawata na cześć Sawy Kirowa - jednego z pionierów sportu w Sofii, a także założyciela klubu. Po zakończeniu roku szkolnego uczniowie wrócili do Sofii.
Klub został oficjalnie założony w Sofii w październiku 1913 roku jako FK 13. Błędnie uważa się, że liczba 13 jest związana z rokiem, w którym klub został oficjalnie założony. Liczba ta wynika z 13 studentów, którzy założyli zespół w 1909 roku.
Pierwsze mistrzostwa Bułgarskiego Związku Piłki Nożnej miały zostać rozegrane w 1924 roku, jednak ze względu na różnice między zespołami w półfinałach rozgrywki nie zostały zakończone, a zwycięzca nie został wyłoniony. Dopiero od 1925 są rozgrywane mistrzostwa systemem pucharowym, do których kwalifikowały się zwycięzcy regionalnych oddziałów. Zespół uczestniczył w pierwszej dywizji Sofii, ale nigdy nie zakwalifikował się do turnieju finałowego. Dopiero po reorganizacji systemu lig w 1937 roku klub otrzymał prawo gry na najwyższym poziomie. W sezonie 1937/38 zespół debiutował w Nacionałnej futbołnej diwizii, zajmując wysokie 4.miejsce. W 1938 roku klub osiągnął największy sukces w swojej historii zdobywając Puchar Bułgarii, który nosił wówczas nazwę Pucharu Cara. Dwa lata później ponownie wygrał Puchar. W bułgarskiej ekstraklasie klub występował do 1940. W 1941 został mistrzem dywizji Sofii, ale nie awansował do narodowej dywizji. Klub istniał samodzielnie do 3 października 1944 roku, a potem dołączył do klubu Rakowski Sofia i został rozwiązany.
Po zakończeniu II wojny światowej klub nie odrodził się.
Dopiero w 2018 roku postanowiono reaktywować klub. W sezonie 2018/19 zespół startował A obłastna grupa (Sofia-stolica) - Jużna podgruppa (D4), zajmując 11.miejsce. Ale przed rozpoczęciem sezonu 2019/20 klub zrezygnował z dalszych rozgrywek.

## Barwy klubowe, strój, herb, hymn
|  |  |

Klub ma barwy biało-czarne. Piłkarze domowe spotkania zazwyczaj grają w pasiasto pionowych biało-czarnych koszulkach, czarnych spodenkach oraz czarnych getrach.

## Sukcesy

### Trofea międzynarodowe
Do chwili obecnej klub jeszcze nigdy nie zakwalifikował się do rozgrywek europejskich.

### Trofea krajowe
| \| \| Zdobyte trofea w rozgrywkach Bułgarii (stan na: 31-05-2021) \| |                                                             |      |                                                                                |
| Rozgrywki                                                            | Osiągnięcie                                                 | Razy | Sezon(y)                                                                       |
| · Mistrzostwo                                                        | I miejsce                                                   | 0    |                                                                                |
| · Mistrzostwo                                                        | II miejsce                                                  | 0    |                                                                                |
| · Mistrzostwo                                                        | III miejsce                                                 | 0    |                                                                                |
| · Mistrzostwo                                                        | 4.miejsce                                                   | 1    | 1937/38                                                                        |
| Puchar                                                               | zdobywca                                                    | 2    | 1938, 1940                                                                     |
| Puchar                                                               | finalista                                                   | 0    |                                                                                |
| II liga                                                              | I miejsce                                                   | 1    | 1940/41 (gr.Sofia)                                                             |
| II liga                                                              | II miejsce                                                  | 3    | 1922/23 (gr.Sofia), 1933/34 (gr.Sofia), 1936/37 (gr.Sofia)                     |
| II liga                                                              | III miejsce                                                 | 4    | 1923/24 (gr.Sofia), 1924/25 (gr.Sofia), 1926/27 (gr.Sofia), 1928/29 (gr.Sofia) |
| Bułgaria                                                             | Zdobyte trofea w rozgrywkach Bułgarii (stan na: 31-05-2021) |      |                                                                                |

- Puchar "Ułpia Serdika":
  - finalista (4): 1930, 1931, 1935, 1937

## Poszczególne sezony

### Rozgrywki międzynarodowe

#### Europejskie puchary
Nie uczestniczył w rozgrywkach europejskich.

### Rozgrywki krajowe
| \| Bułgaria \| Bilans występów klubu w rozgrywkach piłkarskich Bułgarii (Stan na 31 maja 2021 r.) \| \| |                                                                                    |        |       |   |   |   |    |    |     |            |        |        |      |
| Poziom                                                                                                  | Rozgrywki                                                                          | Sezony | Mecze | Z | R | P | B+ | B– | Pkt | Lata       | Awanse | Spadki | Naj. |
| I | Nacionałna futbołna diwizija / Dyrżawno pyrwenstwo                                 | 4      |       |   |   |   |    |    |     | 1937–1941  | 0      | 1      | 4    |
| II | B RPG / Wtora PFG / Pyrwa PFL / B PFG / Wtora PFL                                  | 0      |       |   |   |   |    |    |     |            | 0      | 0      |      |
| III | Treta amatorska futbołna liga                                                      | 0      |       |   |   |   |    |    |     |            | 0      | 0      |      |
| IV | Obłastna futbołna liga                                                             | 1      |       |   |   |   |    |    |     | od 2018/19 | 0      | 0      | 11   |
| | Puchar Bułgarii                                                                    | 2      |       |   |   |   |    |    |     | 1938,1940  | 0      | 0      | 1    |
| Bułgaria                                                                                                | Bilans występów klubu w rozgrywkach piłkarskich Bułgarii (Stan na 31 maja 2021 r.) |        |       |   |   |   |    |    |     |            |        |        |      |

## Struktura klubu

### Stadion
Klub piłkarski rozgrywał swoje mecze domowe na stadionie FK 13 w Sofii, który może pomieścić 5.000 widzów. Boisko znajdowało się na terenie dawnego rosyjskiego cmentarza, obok nowoczesnego stadionu Wasiła Lewskiego. Boisko powstało dzięki wolontariatowi. Znajdowała się tam dwukondygnacyjna trybuna drewniana, a na piętrze pomieszczenie biurowe i gospodarcze. Latem 1928 roku władze miejskie skonfiskowały teren i przyłączyły go do sąsiedniej działki Towarzystwa Junak. 
Po reaktywacji od sezonu 2018/19 gra na stadionie Łokomotiw o pojemności 22 tys.

## Kibice i rywalizacja z innymi klubami

### Derby
- AS 23 Sofia
- Botew Sofia
- Lewski Sofia
- Sławia Sofia
- Sportist Sofia
- Szipka Sofia
- ŻSK Sofia